# Ampferspanner
Der Ampferspanner (Timandra comae), auch Liebling oder Rotrandspanner genannt, ist ein Schmetterling (Nachtfalter) aus der Familie der Spanner (Geometridae).

## Merkmale

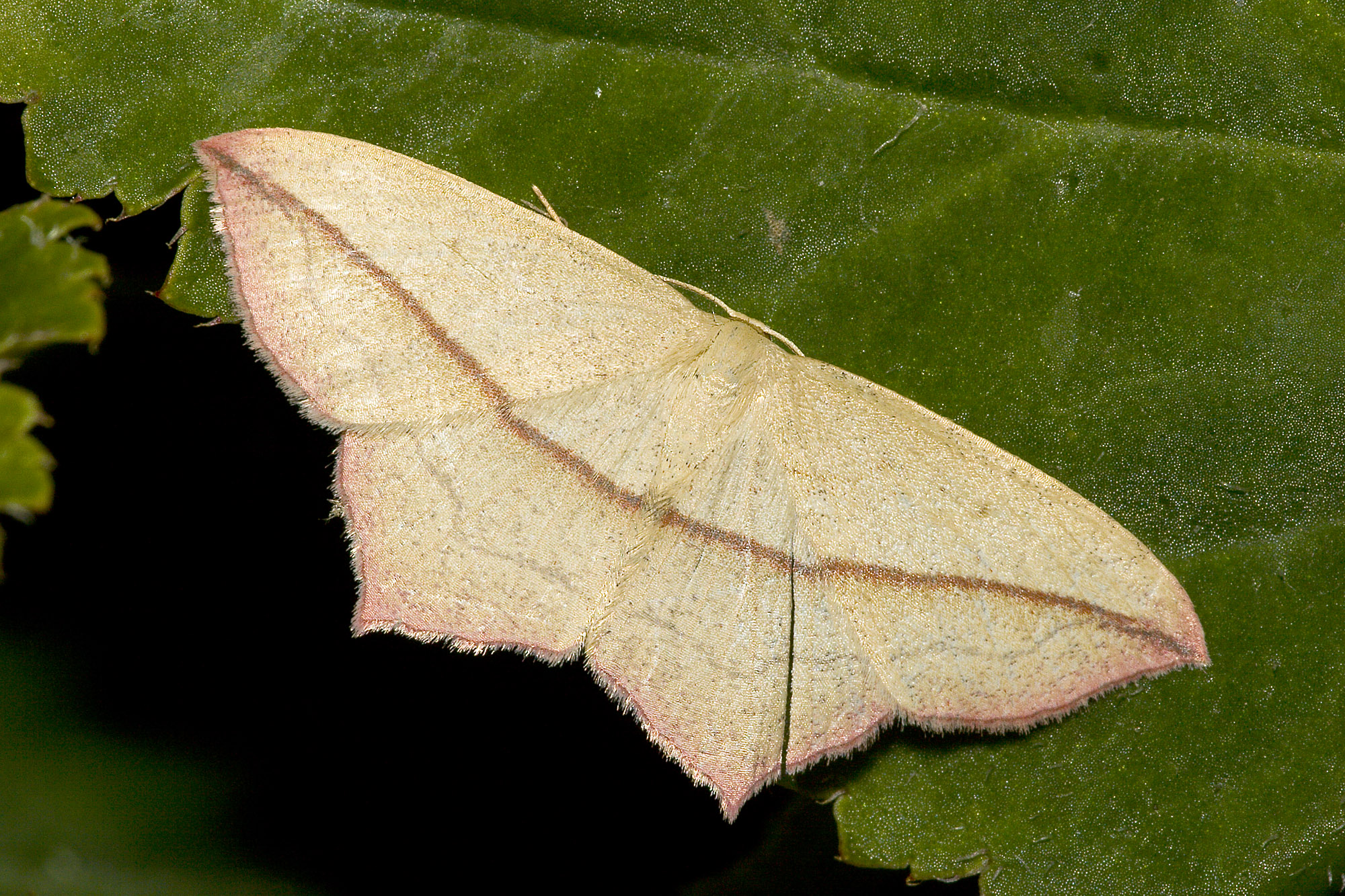
Exemplar mit nur schwach ausgeprägtem Medianpunkt. Die innere Querlinie fehlt.

Der Ampferspanner ist ein mittelgroßer Nachtfalter mit einer Flügelspannweite von 23 bis 28 Millimetern. Er ist ocker bis hellocker gefärbt und trägt je eine rötliche bis purpurfarbene Linie auf dem Vorder- und Hinterflügel, die in Ruhestellung zusammen eine Linie bilden. Diese Linie setzt sich zusammen aus der Mittellinie, die in gerader Linie Richtung Apex verläuft und im Saumfeld mit der äußeren Querlinie verschmilzt, bei manchen Exemplaren aber kurz vor der Verschmelzung endet. Die äußere Querlinie ist im hinteren und mittleren Teil des Saumfeldes eine unregelmäßige graue Linie und wird im vorderen Teil zu einer geradlinig zum Apex verlaufenden roten Linie. Die Flügelaußenränder sind hellrosa bis rosa gefärbt. Auf den Vorderflügeln ist ein dunkler Medianpunkt (Mittelpunkt) erkennbar, der jedoch auch sehr schwach ausfallen kann. Die innere Querlinie ist am stärksten am Hinterrand des Flügels entwickelt und wird zum Costalrand (Vorderrand) hin undeutlicher.
Der Artkomplex Timandra comae / Timandra griseata ist nur schwer zu trennen. Nach Ebert handelt es sich bei den in Deutschland vorkommenden Populationen jedoch um Timandra comae, während die Schwesterart Timandra griseata in Nordosteuropa vorkommt.

### Ähnliche Arten
- Timandra griseata (Hübner, 1799)
- Timandra recompta (Prout, 1930)
- Timandra paralias (Prout, 1954)
- Scopula imitaria (Hübner, 1799)

## Flug- und Raupenzeiten
Der Ampferspanner bildet im Jahr zwei bis drei sich überschneidende Generationen. Nach Ebert werden für Mitteldeutschland zwei Generationen von Mitte Mai bis Ende Juni und von Mitte Juli bis Anfang Oktober angegeben. In heißen Jahren verschieben sich die Flugzeiten, so dass eine unvollständige dritte Generation ausgebildet wird.

## Lebensraum
Der Ampferspanner kommt häufig in feuchteren Gebieten vor, aber auch an trockenen Plätzen. Im Kulturland kann man die Art an verbrachenden Äckern, aufgelassenen Weinbergen, Böschungen, Dämmen, Sand- und Kiesgruben finden. Weiterhin ist er nahezu im gesamten Siedlungsraum anzutreffen.

## Lebensweise
Die Eiablage wurde an verschiedenen Pflanzenteilen beobachtet. Raupenfunde sind an Rumex acetosa und Rumex obtusifolius dokumentiert, dabei saßen die erwachsenen Raupen an den oberen Blättern bzw. an den Blüten und Samen der Pflanze. Die Raupen fressen an verschiedenen Ampferarten (Rumex spec.) und Knötericharten (Polygonum spec.):
- Hain-Ampfer (Rumex sanguineus)
- Stumpfblättriger Ampfer (Rumex obtusifolius)
- Krauser Ampfer (Rumex crispus)
- Teich-Ampfer (Rumex hydrolapathum)
- Wiesen-Sauerampfer (Rumex acetosa)
- Kleiner Sauerampfer (Rumex acetosella)
- Straußblütiger Sauerampfer (Rumex thyrsiflorus)
- Vogel-Knöterich (Polygonum aviculare)
- Windenknöterich (Polygonum convolvulus)
- Schlingknöterich (Fallopia baldschuanica)

In der Oberrheinebene wurden Falter beim Blütenbesuch an Natternkopf (Echium vulgare), Besenheide (Calluna vulgaris) und Kanadischer Goldrute (Solidago canadensis) beobachtet.
Tagsüber ruhen die Falter mit weit ausgebreiteten Flügeln auf Blättern oder in Sträuchern versteckt. Die charakteristische ineinander übergehende Querbinde der Vorder- und Hinterflügel löst dabei den körperlichen Umriss des Falters gegenüber seiner Umwelt auf und bewirkt eine effektive Tarnung (Somatolyse).
Die Falter werden gegen Abend oder bei bedecktem Himmel aktiv und kommen nachts auch ans Licht.
In Mitteldeutschland überwintern die Raupen der zweiten Generation.

## Verbreitung
Der Ampferspanner ist weit verbreitet, er wird jedoch selten wahrgenommen, da er eher verborgen lebt. Im Süden erreicht seine Verbreitung Nordafrika, die Iberische Halbinsel, die Inseln des westlichen Mittelmeeres über Italien und den Balkan bis nach Kleinasien und Turkmenistan. Weiterhin ist der Ampfer-Spanner in West- und Mitteleuropa einschließlich der Britischen Inseln, in Fennoskandinavien, im Baltikum und in Russland verbreitet. Die Schwesterart Timandra griseata ersetzt den Ampfer-Spanner ab Südschweden und im Baltikum. Im Osten (bis Japan) kommen weitere Arten dieser Gruppe hinzu: Timandra recompta (Prout, 1930), Timandra paralias (Prout, 1954).